# Wu Jing (Dinastia Han)
En aquest nom xinès, el cognom és Wu.
Wu Jing   (Suzhou, segle II - 203 (Gregorià)) va ser un general militar servint sota el senyor de la guerra Sun Jian durant el període de la tardana Dinastia Han Oriental de la història xinesa. Va ser també cunyat de Sun, ja que la seva germana major la Dama Wu s'havia casat amb aquest. Wu Jing va anar a servir sota el senyor de Sun Jian, Yuan Shu, després que Sun va ser mort en combat durant la Batalla de Xiangyang en el 191. Quan Yuan Shu es va proclamar-hi a si mateix emperador, Wu va marxar del seu costat i es va tornar a unir a les antigues forces de Sun Jian, les quals eren encapçalades per Sun Ce (el fill major de Sun Jian).

## Biografia
Wu Jing era del Comtat de Wu, Comanderia Wu (al voltant de l'actual Suzhou, Jiangsu), però va créixer al comtat de Qiantang (錢唐縣; actual Hangzhou, Zhejiang). Va quedar orfe de jove, així que va viure amb la seva germana gran, Lady Wu. Després que Lady Wu es va casar amb el general Sun Jian, Wu Jing es va convertir en un subordinat del seu cunyat.
Wu Jing va participar en algunes batalles sota la bandera de Sun Jian i va ser encarregat com a comandant de cavalleria (騎都尉) per les seves contribucions. Sun Jian va ser assassinat en acció a la Batalla de Xiangyang el 191 contra les forces de Liu Biao. En algun moment a principis dels anys 190, Wu Jing va ser nomenat pel senyor de la guerra Yuan Shu com a administrador (太守) de la comandament de Danyang (丹楊郡; al voltant de l'actual Xuancheng, Anhui), i va ser enviat a atacar i apoderar-se de la comandament del seu administrador anterior, Zhou Xin. Wu Jing es trobava al comtat de Qu'e (曲阿縣; a l'actual Danyang, Jiangsu) en aquell moment i encara no s'havia traslladat a Danyang. El fill gran de Sun Jian, Sun Ce, va portar la seva família i seguidors, inclosos Sun He (孫河) i Lü Fan, per unir-se a Wu Jing al comtat de Qu'e. Wu Jing va combinar forces amb el seu nebot per atacar els bandits liderats per Zu Lang (祖郎) al Comtat de Jing i va expulsar els bandits.
Més tard, Wu Jing va ser atacat pel senyor de la guerra Liu Yao, així que es va dirigir al nord per unir-se a Yuan Shu. Yuan Shu el va nomenar general de la família que inspecciona l'exèrcit (督軍中郎將) i li va ordenar a ell i al cosí de Sun Ce, Sun Ben, dirigir un exèrcit per atacar els generals de Liu Yao, Fan. Neng (樊能) i Yu Mi (于糜) a Hengjiang (橫江). Wu Jing i Sun Ben també van derrotar a Ze Rong i Xue Li (薛禮) a Moling (秣陵; actual Nanjing, Jiangsu).
A partir del 194, Sun Ce va agafar tropes de Yuan Shu i es va embarcar en una sèrie de conquestes a Jiangdong (o Wu) regió. Va atacar territoris sota el control de senyors de la guerra com Liu Yao, Yan Baihu i Wang Lang i els va conquerir. Quan Sun Ce va quedar atrapat a Niuzhu (牛渚), Wu Jing va venir al rescat del seu nebot i va capturar tots els enemics. Wu Jing va participar en la campanya de Sun Ce contra Liu Yao l'any 195. Quan Liu Yao va fugir a la Comanderia Yuzhang (豫章郡; al voltant de l'actual Nanchang, Jiangxi) després de la seva derrota, Sun Ce va enviar Wu Jing i Sun Ben a Shouchun (壽春; actual Comtat de Shou, Anhui) per informar de la seva victòria a Yuan Shu. Al mateix temps, Yuan Shu lluitava amb un altre senyor de la guerra Liu Bei pel control de la província de Xu, així que va nomenar a Wu Jing com a administrador de la Comanderia Guangling (廣陵郡; a l'actual Jiangsu) .
Al voltant de finals de 196 o principis de 197, Yuan Shu va revelar la seva intenció de declarar-se emperador, un acte percebut com una traïció contra l'Emperador Xian regnant. Sun Ce va escriure a Yuan Shu i va intentar dissuadir-lo de fer-ho, però va ser ignorat. Quan Yuan Shu més tard es va proclamar emperador, Sun Ce va trencar els llaços amb ell per evitar qualsevol associació amb el pretendent. Sun Ce llavors va enviar un missatger per informar a Wu Jing, que immediatament va deixar Guangling i va portar els seus homes a Jiangdong per unir-se al seu nebot. Sun Ce va reassignar Wu Jing com a administrador de Danyang. Posteriorment, el govern central de Han va enviar a Wang Pu (王誧), un consultor (議郎), com a enviat a Jiangdong per nomenar a Wu Jing com a general que escampa marcial. Might (揚武將軍) i aprova la seva governació de Danyang.
Wu Jing va morir en el càrrec l'any 203 durant el regnat de l'emperador Xian.